# Џексон (Калифорнија)
Џексон (енгл. Jackson) град је у америчкој савезној држави Калифорнија. По попису становништва из 2010. у њему је живело 4.651 становника.

## Демографија
Према попису становништва из 2010. у граду је живело 4.651 становника, што је 662 (16,6%) становника више него 2000. године.
| Група             | 2000.         | 2010.         |
| Белци             | 3.572 (89,5%) | 3.837 (82,5%) |
| Афроамериканци    | 20 (0,5%)     | 32 (0,7%)     |
| Азијати           | 23 (0,6%)     | 60 (1,3%)     |
| Хиспаноамериканци | 258 (6,5%)    | 520 (11,2%)   |
| Укупно            | 3.989         | 4.651         |

## Срби у Џексону
Томо Скалица је први познати Србин који се 11 недеља у овом крају 1852. године бавио потрагом за златом. У овом месту је црква светог Саве из 1894. године, најстарији српски храм у Америци, и око њега српско гробље. Досељеници су били највише из Боке, Херцеговине и Црне Горе. Највише су се бавили рударством. Срби ту и данас баштине традицију да Божић славе пуцњавом из пушака, за шта имају дозволу локалних власти. Досељени Срби су за изградњу храма тражили финансијску помоћ од црногорског кнеза Николе Петровића, али им је од њега стигла само застава. Она се чува у парохијском дому поред цркве, а до новог фрескописања цркве, застава се налазила у храму.  У Џексону је и Светосавски камп која је основана 1962. године за српску православну децу и свака друга Српска вера у којем се држи четири недеље. Првобитни власник корпорације - Мисија Светог Саве је власник имовине и почела је да дели имовину 1996. године са Црквом да буде 50-50 власника.  Прва недеља је Српски Културни Камп, а наредне три недеље води Западно Америчка Епархија, где је фокус на Православној вери. Преко лета организују дружења, са богатим садржајем.

## Галерија
- Црква Светог Саве у Џексону
- Застава коју је кнез Никола послао Џексонским Србима
- Унутрашњост храма св Саве у Џексону